# ستيفن إل. أدلر
ستيفن لويس أدلر (بالإنجليزية: Stephen L. Adler)‏ مواليد 30 نوفمبر 1939 في نيويورك،هو فيزيائي أمريكي متخصص في الجسيمات الأولية ونظرية المجال.

## السيرة الذاتية
ولد أدلر في مدينة نيويورك وحصل على شهاة البكالوريوس من جامعة هارفارد في عام 1961، وعلى درجة الدكتوراة من جامعة برنستون في عام 1964 وهو نجل إيرفينغ أدلر وروث أدلر والأخ الأكبر لبيغي أدلر.

## وصلات خارجية
- صفحتة في موقع معهد الدراسات المتقدمة
- تعليقات على أوراقة المختارة